# دریاچه‌های استان فارس

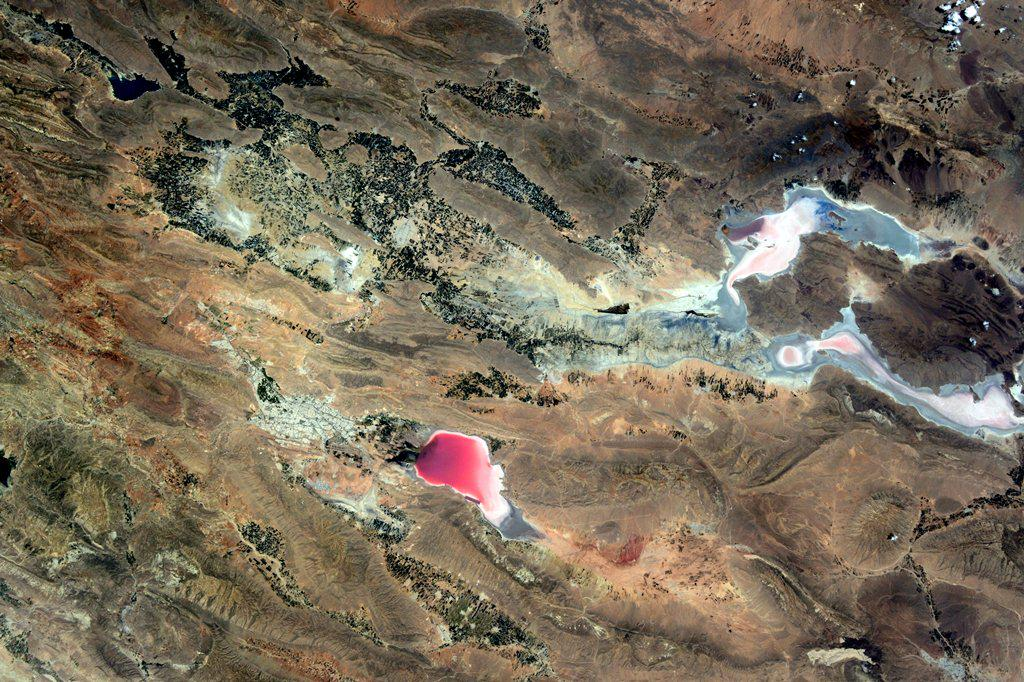
دریاچهٔ بختگان (به همراه دریاچه طشک در شرق) و دریاچهٔ مهارلو به رنگ قرمز

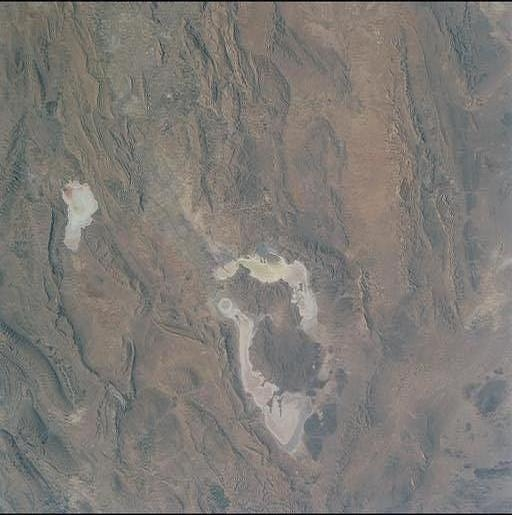
دریاچهٔ بختگان (به همراه دریاچه طشک در مرکز تصویر و دریاچهٔ مهارلو در غرب آن). نگاره توسط خدمهٔ شاتل فضایی دیسکاوری، مأموریت اس‌تی‌اس-۹۲. تاریخ: ۱۰/۲۲/۲۰۰۰.

در استان فارس، دریاچه‌ های متعددی وجود دارد، به‌طوری‌که بیشترین تعداد دریاچه‌های دائمی کشور در استان فارس واقع شده‌اند. دریاچه‌های استان فارس را می‌توان به دریاچه‌های آب شور و دریاچه‌های آب شیرین تقسیم‌بندی نمود. از میان دریاچه‌های آب شور استان می‌توان به دریاچه مهارلو، بختگان، طشک و دریاچه زرین کوره اشاره کرد. از میان دریاچه‌های آب شیرین استان نیز می‌توان به دریاچه پریشان، تالاب ارژن، برم شور، کافتر، هفت برم، دریاچه سد درودزن، دریاچه سد سلمان فارسی، دریاچه سد ملاصدرا و دریاچه سد سیوند (یا سیبویه) اشاره نمود. وسعت دریاچه‌های شور استان تقریبأ ۱۴۵۰۰۰ هکتار و وسعت دریاچه‌های آب شیرین تقریبأ ۳۰۰۰۰ هکتار می‌باشد.

## دریاچه بختگان

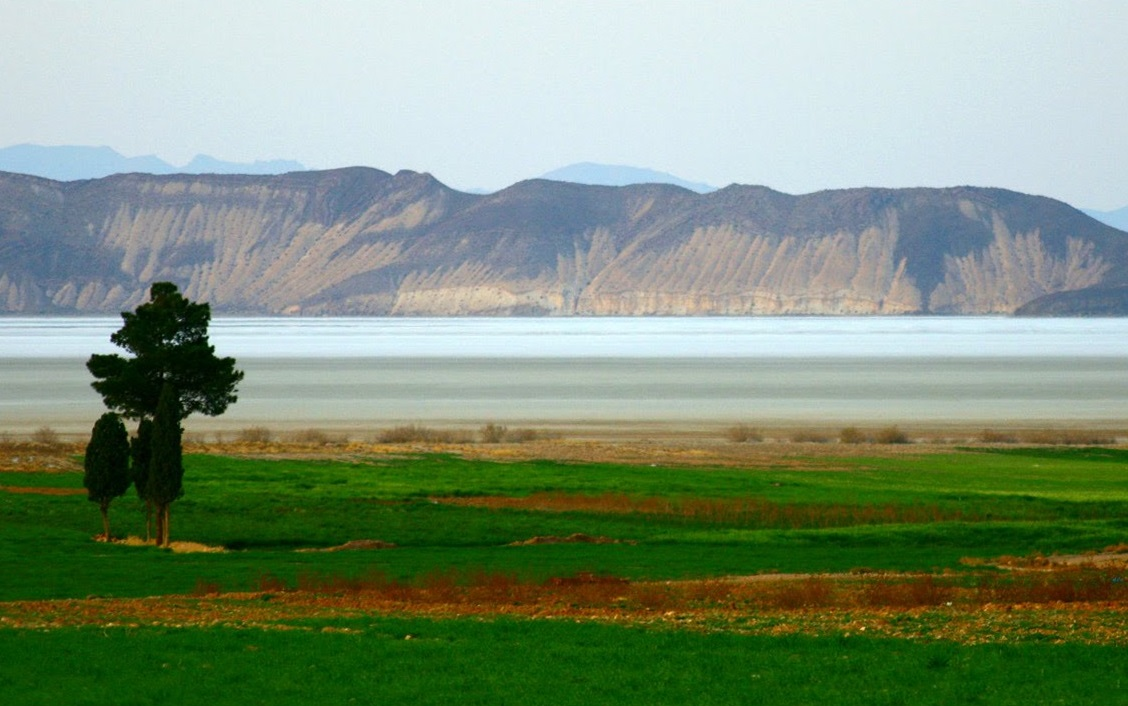
دریاچه بختگان

دریاچه بختگان بزرگترین دریاچه استان فارس می‌باشد که هم‌اکنون کاملاً خشک شده‌است. این دریاچه ۳۵۰۰ کیلومتر مربع وسعت دارد و رود کر منشأ اصلی آب آن است.

## دریاچه طشک
دریاچه طشک با وسعت تقریبی ۸۰۰ کیلومتر مربع در شمال باختری دریاچه بختگان و ۱۶۰ کیلومتری خاور شیراز قرار دارد. تأمین‌کننده اصلی آب این دریاچه، رود کر می‌باشد.

## دریاچه هرم

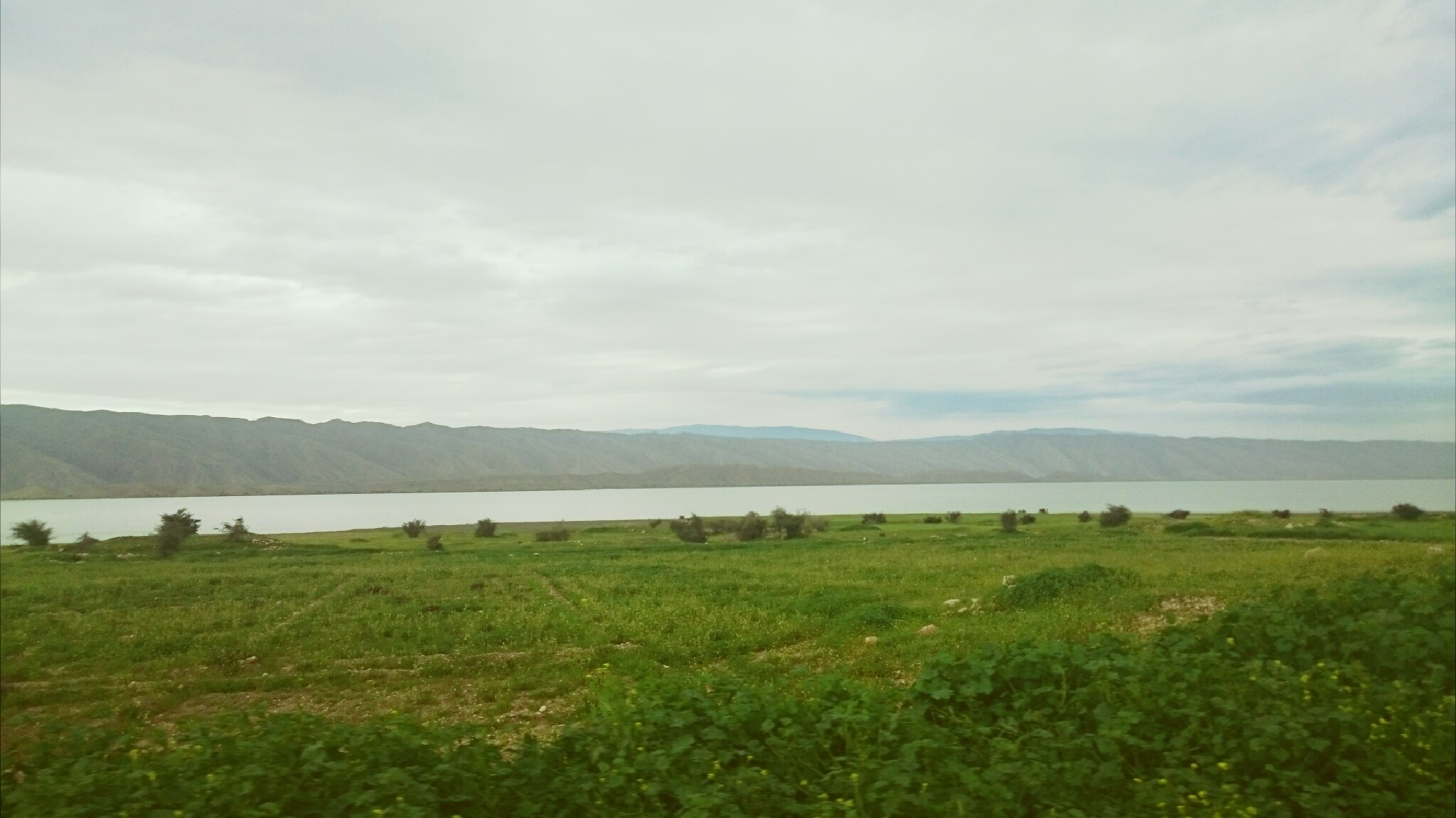
دریاچه هرم

دریاچه هرم با ۱۳۰ کیلومتر مربع مساحت و ۲ متر عمق متوسط در شهرستان لارستان واقع شده‌است و بزرگترین دریاچه فصلی استان فارس می‌باشد. این دریاچه در زمستان ها میزبان جمعیت‌هایی از درنا و انواع اردک است و در اطراف دریاچه گونه‌های سبزقبا وجود دارند.

## دریاچه زرین شهر کوره
دریاچه زرین کوره نام یکی از دریاچه‌های استان فارس میباشد. دریاچه زرین کوره  با ۴ کیلومتر مربع مساحت و ۳ متر عمق در ۳۶ کیلومتری شمال شهرستان اوز و در بخش بیدشهر واقع شده‌است و میزبان پرندگان مهاجرآبزی و کنار آبزی از کشورهای همسایه و سالانه نیز پذیرای به‌طور متوسط ۴ هزار پرنده است. آب این دریاچه شور است اما با این وجود در زیبایی در منطقه کم‌نظیر است شهر کوره مرکز بخش بیدشهر است .

## دریاچه بیدشهر
دریاچه بیدشهر یک دریاچه فصلی در بخش بیدشهر، شهرستان اوز، استان فارس و ایران است.
فاصله این دریاچه تا مرکز شهرستان، ۳۸ کیلومتر و تا مرکز استان، ۳۰۹ کیلومتر است.
این دریاچه چسبیده به دریاچه زرین کوره است و مابین شهر کوره و روستای هود و بیدشهر قرار دارد. مجموع مساحت این دو دریاچه همسایه به ۸۱ کیلومتر مربع (بیش از مساحت کشور گرنزی) می‌رسد.

## دریاچه سد گنوی مشکان
این دریاچه در بخش مشکان شهرستان نی ریز در ۱۲ کیلومتری جاده مشکان به نی ریز واقع شده‌است. دریاچه سد گنوی مشکان در پایین دست قنات سفیدار و چشمه گنو در پشت سد خاکی واقع شده‌است. سد خاکی با هسته رسی و ارتفاع آن ۶۷ متر و طول دهانه آن ۲۰۰ متر و وسعتی حدود ۶۰ هکتار دارا می‌باشد. آب پشت آن کاملاً شیرین و از چشمه گنو تأمین می‌گردد و تعدادی گونه‌های ماهی آب شیرین در این دریاچه زیست می‌کنند

## دریاچه مهارلو

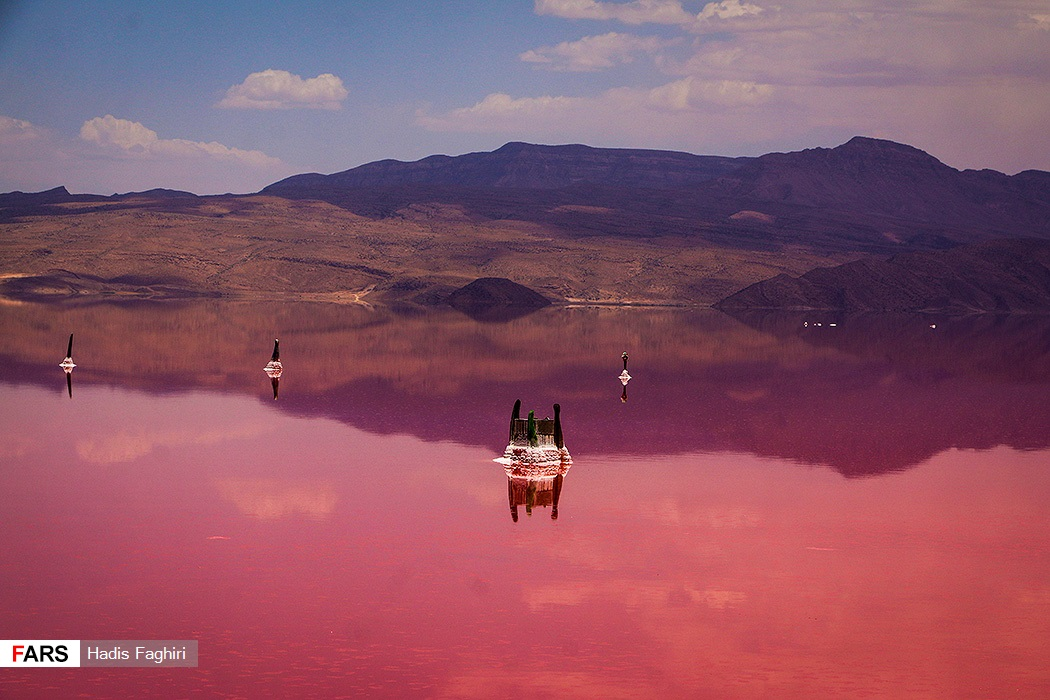
دریاچه مهارلو

دریاچه مهارلو در ۲۷ کیلومتری جنوب شرقی شیراز واقع شده‌است. این دریاچه از نظر کیفی شور و غیرقابل استفاده است. از آب این دریاچه، برای تهیه استخراج نمک طعام استفاده می‌شود و مکانی مناسب برای زیست پرندگان و حیوانات وحشی محسوب می‌شود. وسعت دریاچه ۶۰۰ کیلومتر مربع است.

## دریاچه برم شور
دریاچه برم شور در ۲۵ کیلومتری منطقه بابامنیر قرار دارد و حداکثر طول آن پنج کیلومتر است.

## دریاچه پریشان (فامور)

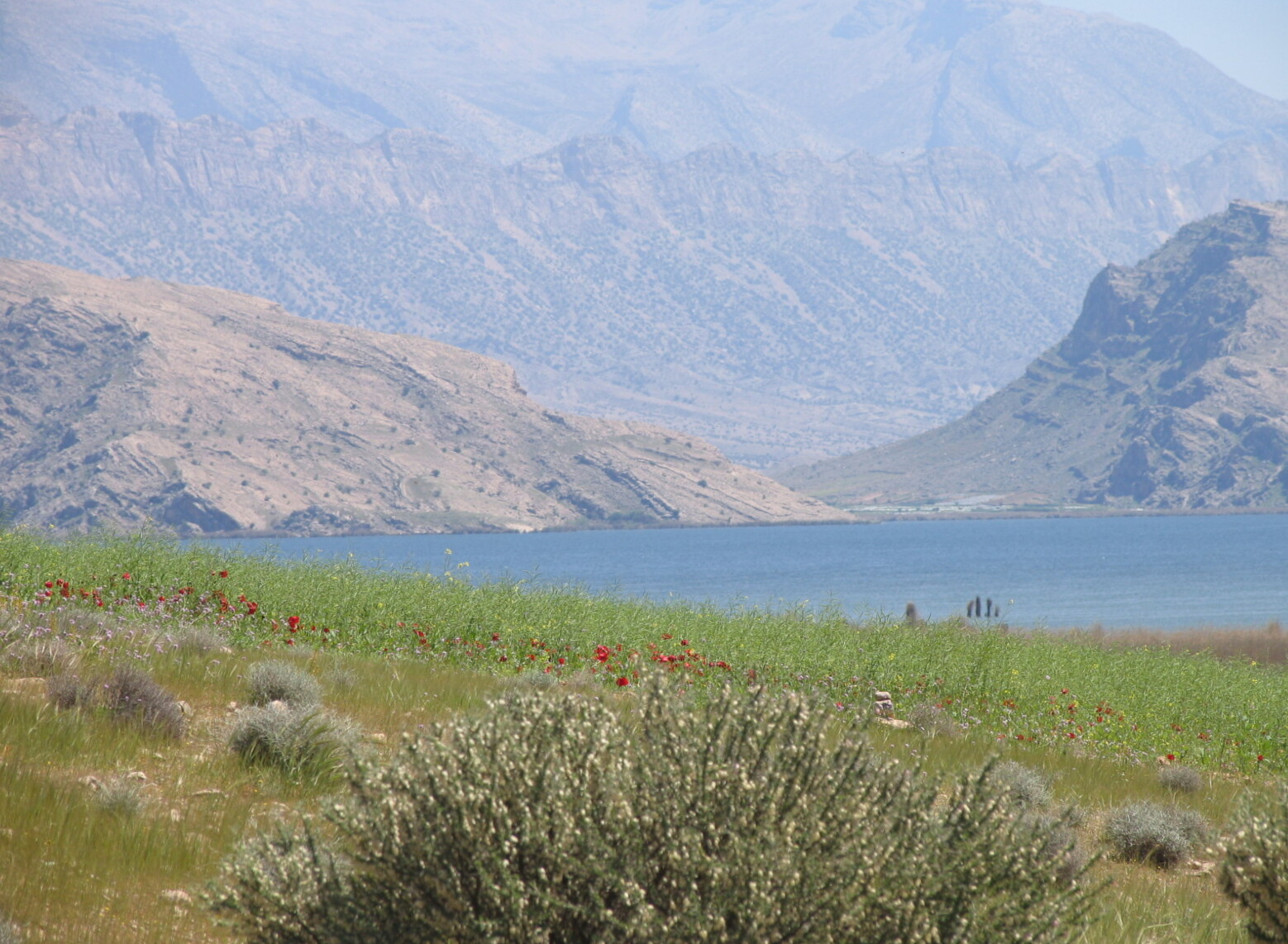
دریاچه پریشان

دریاچه پریشان در بخش جره و بالاده شهرستان کازرون و در کنار روستاهای پریشان، شهرنجان، زوالی و ایازآباد قرار گرفته‌است. آب دریاچه پریشان شیرین است ولی برای آشامیدن چندان مناسب نیست.

## دریاچه و تالاب ارژن
تالاب ارژن با وسعت تقریبی ۲۰۰۰ هکتار از جمله دریاچه‌های آب شیرین کشور است. این دریاچه بخشی از منطقه حفاظت شده ارژن و پریشان است که در فاصله ۶۰ کیلومتری شیراز و در مجاورت جاده اصلی شیراز- چنارشاهیجان  قرار دارد.

## دریاچه برم فیروز
دریاچه برم فیروز سپیدان در کوه برم فیروز در شمال شهر اردکان در کنار جاده اردکان - کمهر - مارگون واقع شده‌است. آب این دریاچه از برف‌های ارتفاعات تأمین می‌شود.

## دریاچه سد درودزن
درشمال غربی استان فارس وبین منطقه ابرج و کامفیروز شهرستان مرودشت قرار دارد و نام دیگرآن سد داریوش است که دو دریچه سنگی آب که از بقایای سد در زمان هخامنشیان می‌باشد.

## دریاچه سد سلمان فارسی

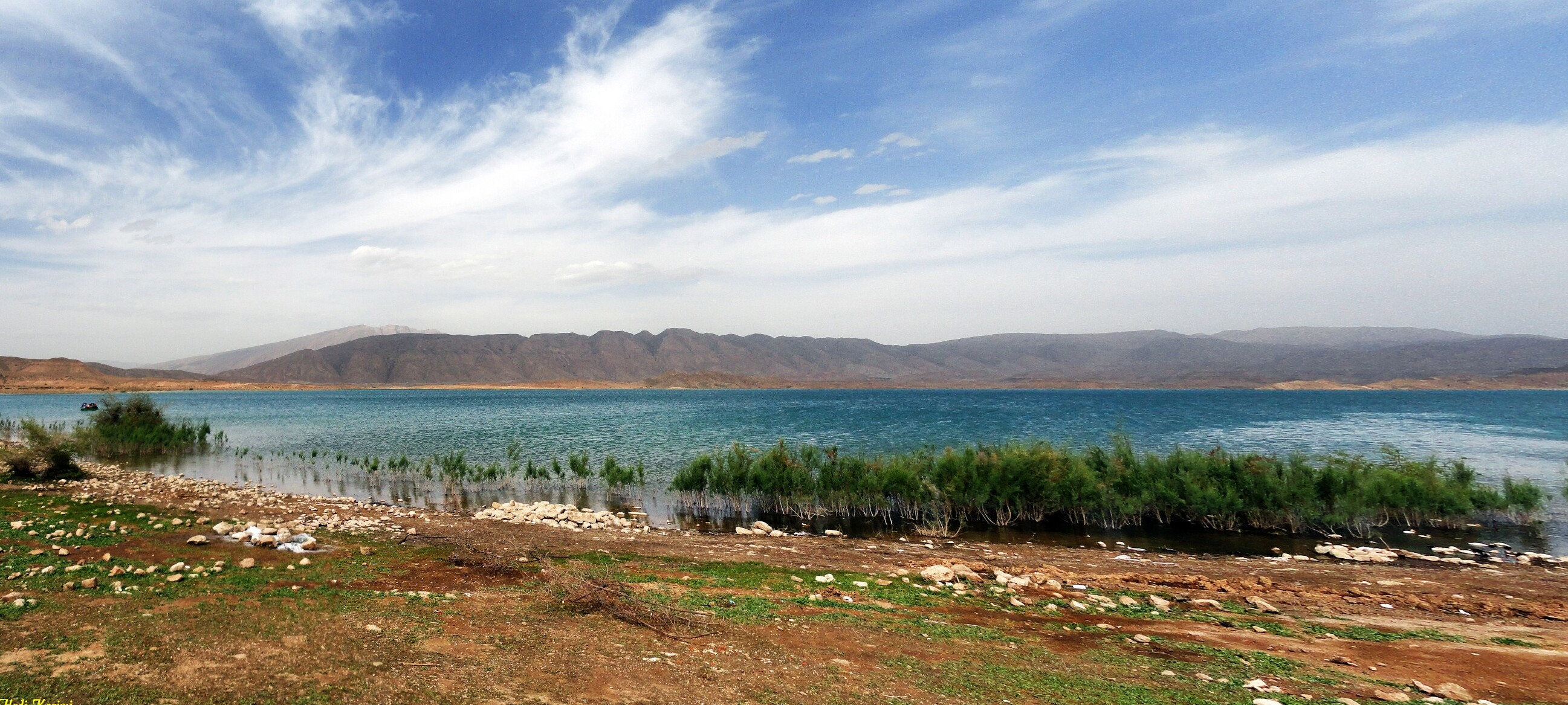
نمایی از دریاچه سد سلمان فارسی در شهرستان جهرم

سد سلمان فارسی در جنوب استان فارس در حدفاصل شهرستان‌های جهرم و قیروکارزین روی رودخانه قره آغاج است. این سد ۱۴۰۰ میلیون متر مکعب گنجایش ذخیره آب دارد و بزرگترین سد استان فارس می‌باشد. دریاچه این سد در شهرستان جهرم و تاج سد در شهرستان قیر می‌باشد.

## دریاچه سد ملاصدرا
در شمال غربی استان فارس درمنطقه سرحد اقلید قرار دارد.

## دریاچه سد سیوند
در قسمت شمالی استان فارس در نزدیکی آرامگاه کوروش بزرگ درشهرستان پاسارگاد قرار دارد.